# Фліндерс (хребет)

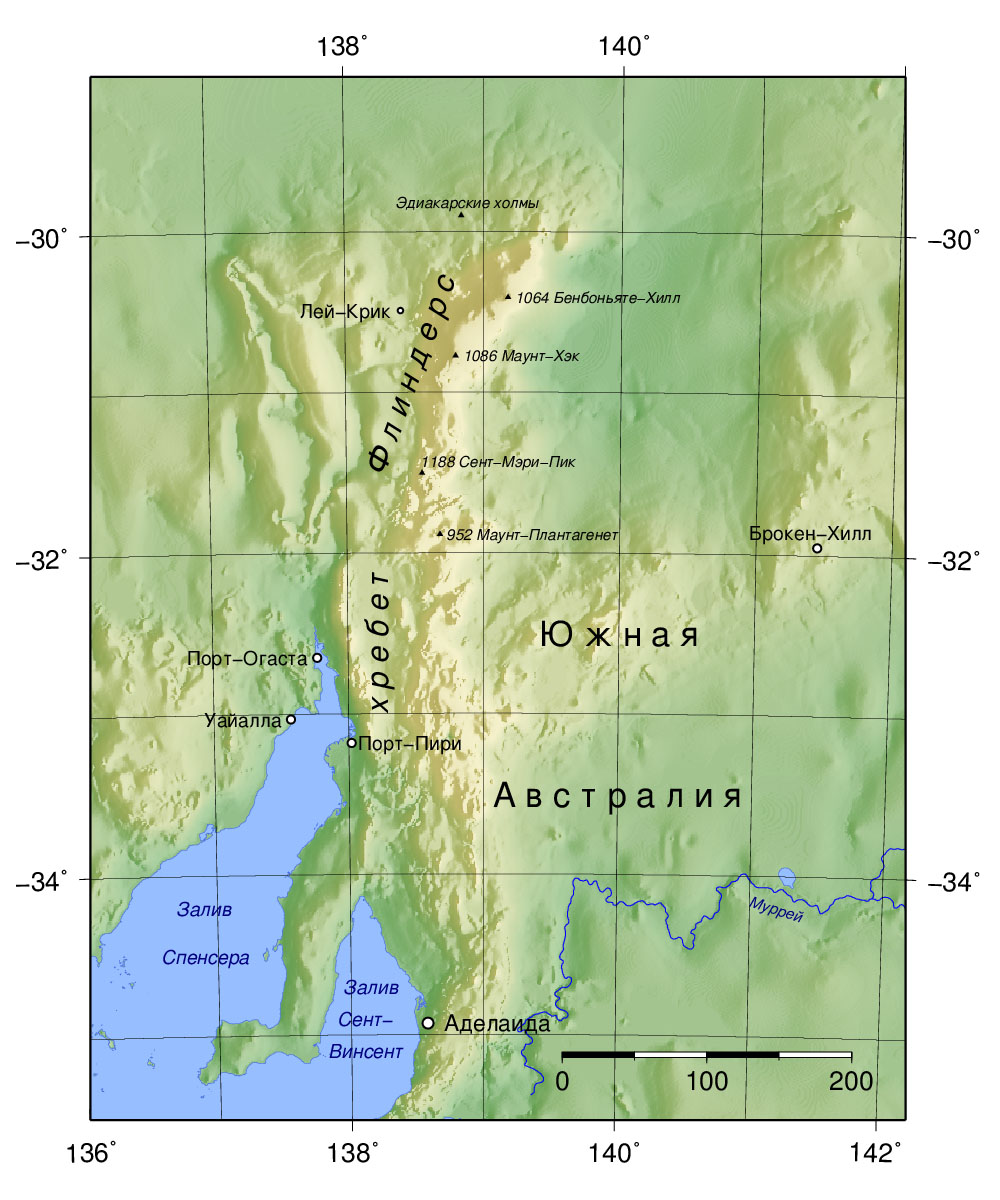
Хребет Фліндерс

Фліндерс (англ. Flinders Ranges) — гірський хребет в Австралії, розташований на території штату Південна Австралія. Виділяється в окремий регіон.

## Географія
Гори Фліндерс — найбільший гірський хребет, розташований в штаті Південна Австралія, приблизно за 200 км на північний захід від міста Аделаїда. Тягнуться приблизно на 430 км від населеного пункту Порт-Пірі до озера Каллабонна. Найвища точка хребта, гора Сент-Мері-Пік, досягає 1170 м.
Гори Фліндерс складені з відкладень Аделаїдської геосинкліналі, які сформувалися в роки неопротерозою. В період кембрію, близько 540 млн років тому, в цій місцевості були відзначені процеси горотворення, внаслідок яких відбулося формування сучасних гір. Згодом вони були схильні до сильної ерозії. Більшість височин та гірських вершин в горах Фліндерс є розрізами кварциту, оголеного уздовж пластів. Долини ж і ущелини складені переважно з аргіліту, алевриту та глинистого сланцю.Є родовища міді, золота, срібла, бариту, свинцю та урану. В горах Фліндерс виявлені численні скам'янілості періоду докембрію.
Флора гір представлена переважно видами рослин, які пристосовані до напівпосушливих кліматичних умов (наприклад, евкаліпти, калітриси). У більш вологих районах зустрічаються папороті, лілії, гревілеї. Крім того, в горах мешкає велика кількість представників австралійської фауни (в тому числі, кенгуру, ему, єхидни).
На території гір Фліндерс розташовано декілька національних парків, серед них Національний парк Фліндерс-Рейнджиз.

## Історія
До появи перших європейських поселенців гори Фліндерс були заселені представниками австралійських аборигенів, а саме племені атьняматана (англ. Adnyamathanha people; означає «люди пагорбів»).
Європейським першовідкривачем гір став британський мандрівник Метью Фліндерс, на честь якого і названий хребет. У 1802 році він досліджував південне узбережжя Австралії, тоді ж і відкрив гори. В 1839 році регіон був досліджений Едвардом Джоном Ейром.
У 1845 році в регіоні з'явилися перші сквоттери, а в 1851 році на його території були організовані перші пасовища та вівчарські ферми. Колонізація регіону супроводжувалася частими сутичками з корінними жителями. У 1860-х роках у горах почалися розробки міді.

## Цікаві факти
У північній частині хребта Фліндерс розташовані едіакарські пагорби, де на поверхню виходять докембрійські геологічні відкладення, які є місцем численних палеонтологічних знахідок, що відносяться до едіакарської біоти. Докембрійські знахідки такої ж різноманітності й збереженості відомі тільки в Росії на узбережжі Білого моря.